# Castellammaresei háború
A castellammaresei háború (1929–1931) vad hatalmi küzdelem volt New Yorkban az olasz-amerikai maffiózók irányításáért Joe, „a főnök” Masseria és Salvatore Maranzano között. Nevét a szicíliai Castellammare del Golfo városról kapta, mely Maranzano szülővárosa volt. Maranzano csoportja győzött, ő saját magát capo di tutti capinak („minden főnök főnöke”) nevezte, azaz ő lett a vitathatatlan maffiavezér. 
Mindazonáltal hamarosan meggyilkolták: egy csapat felfelé törekvő gengszter, akit Lucky Luciano irányított. Ő alapított meg egy osztott hatalmú megállapodáson álló csoportot, mely A Bizottság nevet viselte, és öt egyenlő kaliberű maffiacsaládot fogott össze, hogy a jövőben elkerülhessék a harcokat.

## Háttér
Amerikában az 1920-as évek maffiaszervezetei mind Joe Masseria irányítása alatt álltak. A saját csoportja elsősorban dél-olaszországi (szicíliai, calabriai és campaniai) gengszterekből állt. Masseria emberei között olyan neveket találhatunk, mint Lucky Luciano, Albert „Mad Hatter” Anastasia, Vito Genovese, Alfred „Al Mineo” Manfredi, Guarino „Willie” Moretti, Joe Adonis és Frank Costello.
A hatalmas szicíliai maffiózó, Don Vito Ferro elhatározta, hogy kísérletet tesz az amerikai maffiózó szervezetek irányítására. A castellammaresei bázisáról Salvatore Maranzanót küldte, hogy megragadja az uralmat. A castellammaresei frakció az USA-ban Joseph „Joe Bananas” Bonannót, Stefano „The Undertaker” Magaddinót, Joseph Profacit és Joe Aiellót foglalta magába.
A castellammaresei háború látszólag  Masseria és Maranzano között folyt. Valójában egy generációs konfliktus volt az öregedő szicíliai vezetés (akiket Mustache Pete-nek is neveztek a hosszúra növesztett bajszuk és a régimódi megoldásaik miatt) és a „Fiatal törökök” között, mely egy fiatalabb és jóval sokrétűbb olasz csoport volt, akik nem vetették meg az együttműködést a nem itáliai származásúakkal. A feszültség a két csoport között akkor vált nyilvánvalóvá, mikor 1928-ban az egyik fél gyakori jelleggel rohanta le és kobozta el a másik csoport alkoholszállítmányait (érvényben volt a szesztilalom). 
Azonban a két csoport határai gyakran összemosódtak, mikor a tagok tábort váltottak vagy saját csoportjuk gyilkolta le őket.

## Az ellenségeskedések kezdete
Nehéz megállapítani, hogy tulajdonképp mikor kezdődött meg a háború. Vehetjük akár azt, mikor Masseria 1930 februárjában állítólag megparancsolta Bonannónak, hogy ölje meg Gaspar Millazót, egy castellemmaresei származású egyént, aki a Szicíliai Egyesület detroiti elnöke volt. Masseria állítólag megalázva érezte magát, mikor visszautasításra talált Milazzo részéről, és így nem juthatott be a Szicíliai Egyesületbe.
Mindazonáltal a legtöbb forrás szerint a nyitány az lehetett, mikor belső harcok keletkeztek Masseria csoportjában. 1930. február 26-án Masseria elrendelte egy szövetséges halálát, név szerint Gaetano Reináét. Masseria a munkát a fiatal Vito Genovesére bízta, aki el is végezte a feladatot egy lőfegyver segítségével. Ezzel Masseria szándéka az volt, hogy megvédje Tommy Gaglianót, Tommy Lucchesét és Dominick „The Gap” Petrillit, akik titkon társai lettek. Mindenesetre árulásáért keményen megfizetett, miután a Reina család átpártolt Maranzanóhoz.

## Fordítás
Ez a szócikk részben vagy egészben a Castellammarese War című angol Wikipédia-szócikk ezen változatának fordításán alapul.  Az eredeti cikk szerkesztőit annak laptörténete sorolja fel. Ez a jelzés csupán a megfogalmazás eredetét és a szerzői jogokat jelzi, nem szolgál a cikkben szereplő információk forrásmegjelöléseként.